# Герб Малаві
Малаві — англомовна держава на південному сході Африки. Однак з найменш досліджених на всьому континенті, оскільки перші європейські колонізатори з'явились тут лише наприкінці XIX століття. Колишня колонія Британської імперії (1891—1953).

Цей Герб Малаві був прийнятий в 1964 році і використовується дотепер. Символами герба є лев і леопард. Ці символи мали магічне значення і були тотемами для племені Малаві ще з початку нашої ери і до об'єднання в одну державу в XV ст.
Основою Герба Малаві є більш ранній геральдичний герб Ньясаленду. На стрічці, внизу герба, написаний національний девіз: «Єдність і Свобода» (англ. Unity and Freedom).